# Legend of Zelda: Breath of the Wild
Legenda o Zeldi: Dah Divljine je akciono-avanturistička video-igra dizajnirana i objavljena od strane kompanije Nintendo. Izdata je za  i  konzole 3. marta 2017. godine. Dah Divljine je smešten na samom kraju vremenske linije serijala. Igrač kontroliše Link-a, koji se budi iz stogodišnjeg sna kako bi pobedio Genon-a pre nego što stigne da uništi kraljevstvo Hajrul.
Slično originalnoj video igri Legenda o Zeldi (1986), igračima je na početku dato veoma malo instrukcija i dozvoljava im se da slobodno istražuju otvoreni svet. Zadaci koje igrači izvršavaju obuhvataju skupljanje višenamenskih predmeta ili rešavanje zagonetki i sporednih misija za nagrade. Svet nema strukturu i stimulise igrača da eksperimentiše, a sama priča može biti završena nelinearno. 
Razvijanje Daha Divljine je trajalo pet godina. U želji da obnove njihov pristup franšizi, Nintendo je uveo elemente kao što su kompleksan mehanizam fizike, visoko vizuelni sadržaj i glasovnu glumu. , poznat po njihovom radu na video igrici Ksenoblejd Kronikls, su pomogli u dizajniranju pejzaža i topografije. Prvobitan plan je bio pustiti igru u prodaju eksluzivno za Wii U 2015. godine, ali je izlazak igre bio odložen dva puta zbog problema sa mehanikom fizike. Dah Divljine je bila prva objava za Switch, kao i poslednja video igra objavljena za Wii U konzolu. 
Igra Dah Divljine je primila brojne pohvale za svoj svestran način prelaženja igre i pažnju na detalje, i bila je citirana više puta kao jedna od najboljih video igara svih vremena. Kritičari su je proglasili obeležjem dizajna otvorenog sveta uprkos manjem broju kritika na račun tehničkih performansi. Osvojila je brojne nagrade, uključujući i nekoliko počasti za igru godine. Do 2019, Dah Divljine je prodao više od 17,48 miliona kopija širom sveta i time ostvario uspeh najprodavanije igre u serijalu. Nastavak igre je najavljen na konferneciji E3 2019. godine. 

## Igra
Dah Divljine je akciono-avanturistička video igra smeštena u otvorenom svetu gde igrač ima zadatak da istražuje kraljevstvo Hajrul u ulozi glavnog lika Link-a. Strukturno gledano, Dah Divljine podstiče nelinearnu igru, što je ilustrovano nedostatkom definisanih ulaza i izlaza iz različitih oblasti i oskudnih instrukcija datih igraču, i na taj način motiviše igrača da samostalno istražuje svet. Dah Divljine uvodi pouzdan mehanizam fizike u Zelda serijal koji dozvoljava igračima da pristupe izazovima na mnogobrojne načine umesto jednog predodređenog. Igra takođe uvodi i "hemijski" mehanizam koji definiše fizička svojstva većine predmeta i određuje način na koji će dejstvovati sa igračem. Na primer, igrač može da iskoristi vremenske uslove tako što će, bacajući metalne objekte na neprijatelje u toku grmljavine, prizvati udar groma. Međutim, nivo realizma koji ovaj mehanizam uvodi znači da igrač isto tako može da privuče udar groma na sebe ako nosi metalni oklop ili oružije tokom oluje. Ovakav dizajn predstavlja generalno nestruktuiran i interaktivan svet koji nagrađuje eksperimentisanje i dozvoljava nelinearno prelaženje priče.
U ulozi Link-a, igrač može vršiti akcije kao što su trčanje, penjanje, plivanje i paraglajding, ali je bitno navesti da je trajanje i ponavljanje ovih akcija ograničeno njegovom izdržljivošću. Link može pokupiti raznolike predmete iz okoline kao što su oružije, hrana i drugi resursi. Za razliku od drugih Zelda igara, oružije i štitovi će gubiti na kvalitetu usled njihovog ponovnog korišćenja. Mnogi predmeti imaju više svrha; na primer, drveno oružije i oklop mogu da blokiraju i skupe nadolazeće strele a mogu se i zapaliti, a štitovi mogu biti korišćeni kao improvizovani snoubord. Takođe, do hrane se može doći lovom, skupljanjem divljih plodova ili skupljanjem delova poraženih neprijatelja. Kuvanjem kombinovanih delova hrane i materijala, igrač može napraviti obrok ili eliksir koji će Linku povratiti živote i izdržljivost, ili pružiti privremene bonuse kao što su pojačana izdržljivost ili otpor na vremenske uslove. Važan alat u Linkovom arsenalu je "šika slejt" koji se koristi za označavanje određenih tačaka na mapi. U toku igre, Link skuplja moći koje se dodaju na slejt. Te moći uključuju mogućnost pravljenja bombi, manipulisanje metalnim objektima, formiranje ledenih blokova na vodenim površinama i privremeno zaustavljanje objekata u vremenu. Tokom borbe, igrač može da zaključa nišan na neprijatelja za preciznije napade, a određene kombinacije dugmića omogućavaju preciznije načine napade i odbrane. Igrači takođe mogu savladati neprijatelja bez oružija. 
Osim istraživanja sveta, igrac može da se podvrgne rešavanju zadataka ili zagonetki kako bi stekao određene prednosti. Aktiviranje kula u određenim regionima prikazuje nove teritorije na mapi, ali se imena oblasti pokazuju na mapi tek kada ih igrač istraži. Hramovi se mogu naći raštrkani po kraljevstu i sadrže raznovrsne izazove, od rešavanja puzli, do borbe protiv robotskih protivnika. Kokorok semena, koja se isto mogu naći svuda po kraljevstu, mogu biti razmenjena za proširivanje inventara za oružije, štitove i lukove i strele. 

## Radnja
Dah Divljine se odvija na kraju vremenske linije čitavog serijala. 10,000 godina pre početka igre, zli Genon preti čitavom kraljevstvu, ali ga princeza božanske krvi poražava uz pomoć njenog imenovanog viteza. 
Hajrul vremenom sazreva u naprednu civilizaciju, koju štite četiri ogromne životinjolike mašine zvane Božanske Zveri  i vojska autonomnih, mehaničkih Zaštitnika. Usled Genon-ovog povratka, četiri velika ratnika dobijaju titulu šampiona sa zatatkom da upravljaju jednom od Božanskih Zveri kako bi ga oslabili dovoljno da ga princeza i njen vitez zarobe.
9,900 godina kasnije, Hajrul se razvio u srednjevekovno kraljevstvo.. Čitajući proročanstva njihovih predaka, narod je prepoznao znakove Genon-ovog povratka i iskopao Božanske Zveri i Zaštitnike. U međuvremenu, princeza Zelda je rigorozno trenirala da probudi magiju neophodnu da se Genon ponovo zarobi. Šampioni Hajrulovih različitih rasa su ovaj put bili; Daruk, ratnik planinskog niza Goron, Mifa, princeza vodenog predela Zora, Relavi, strelac pticolikog naroda Rito i Urbosa, poglavar pustinjskog plemena Gerudo. Njihov zadatak je bio da upravljaju Božanskim Zverima, dok su se Zelda i Link borili sa Genon-om. Međutim, Genon je uspeo da preuzme kontrolu nad Zaštitnicima i Zverima, i okrenuo ih je protiv čitavog kraljevstva. U ovom procesu su ubijeni tadašnji kralj Roam i šampioni, ceo glavni grad je bio uništen, i Link je bio teško ranjen. Princeza je Link-a odvela na sigurno, sakrila njegov Majstorski mač i iskoristila njenu magiju da zarobi Genon-a unutar Hajrul zamka.
Link se budi sa izgubljenim pamćenjem 100 godina kasnije, i susreće se sa starcem koji kasnije otkriva da je duh preminulog kralja Roam-a. Roam objašnjava Link-u da je Genon i dalje zarobljen u zamku i da svakim danom postaje sve jači. On zatim preklinje glavnog junaka da porazi Genon-a pre nego što postane dovoljno jak da se oslobodi i uništi njihov svet.
Nakon tog susreta, Link započinje putovanje preko celog kraljevstva kako bi prepoznao mesta iz svoje prošlosti i povratio svoje pamćenje. Uz pomoć raznolikih rasa Hajrula, Link se suočava sa Božanskim Zverima kako bi ih otarasio Genon-ovih čudovišta. On uspeva da oslobodi duhove drevnih šampiona i dozvoljava im da ponovo upravljaju Božanskim Zverima. Nakon što povrati svoj Majstorski mač iz Izgubljene Šume, Link se upućuje ka zamku i poražava Genon-a uz pomoć Božanskih Zveri i Zeldinog Luka Svetlosti. Zelda zatim ponovo zarobljava Genon-a, vraća mir u njeno kraljevstvo, i dozvoljava duhu svoga oca Roam-a i njegovih šampiona da počivaju u miru.

## Razvoj
Nintendo je razvio Dah Divljine za Nintendo Switch i Wii U konzole. Producent Ejđi Aonuma je spomenuo da je tim ciljao da preispita čitavu konvenciju serijala. Nakon izlaska igrice Legenda o Zeldi: Nebeski Mač 2011. godine, igrači su izrazili želju da u budućim igrama vide veću povezanost mape. 2013. godine, Nintendo je krenuo sa njihovim eksperimensitanjem nelinearnog načina igre sa njihovim sledećim naslovom: Legenda o Zeldi: Link (veza) među Svetovima u kojoj je svet bio otvoren. 2014. godine, Aunoma je najavio da planiraju da u potpunosti promene njihov pristup tamnicama i zagonetnim zadacima. Ove vesti su bile veoma iznenađujuće, s obzirom da su ta dva elementa bile stvari koje su do sada bile zaštitni znak čitave franšize. Plan im je bio da redizajniraju igru tako da dozvole igračima da stignu do poslednjeg nivoa bez potrebe da proprate celu priču. Nintendo nikada ranije nije radio na igricama sa otvorenom mapom na ovom nivou, tako da je njihov najveći uticaj i primer u razvijanju bila igra Elder Skrols: Skajrim.

## Spoljašnje veze
- Zvanični sajt